# 楠蒂耶
楠蒂耶（法語：Nantillé，法語發音：[nɑ̃tije]）是法国滨海夏朗德省的一个市镇，位于该省中东部，属于圣让当热利区。

## 地理
楠蒂耶（45°51'14"N, 0°28'3"W）面积10.78 平方千米，位于法国新阿基坦大区滨海夏朗德省，该省份为法国西部滨海省份，北起旺代省，西临大西洋，南至吉倫特省，东南接多爾多涅省，东北接德塞夫勒省接壤，东临夏朗德省。
与楠蒂耶接壤的市镇（或旧市镇、城区）包括：阿涅尔拉日罗、欧通-埃贝翁、贝尔克卢、埃科约、圣梅姆、圣伊莱尔-德维勒弗朗什。

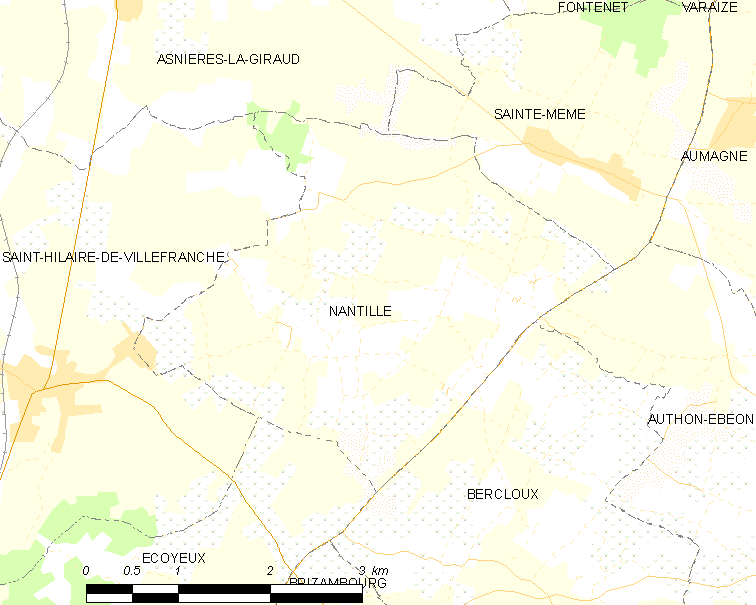
楠蒂耶的OSM定位图

楠蒂耶的时区为UTC+01:00、UTC+02:00（夏令时）。

## 行政
楠蒂耶的邮政编码为17770，INSEE市镇编码为17256。

## 政治
楠蒂耶所属的省级选区为沙尼耶县。

## 人口

1962-2008年间楠蒂耶人口变化图示

楠蒂耶于2022年1月1日时的人口数量为326人。